# يوتا كاتسوكاكي
يوتا كاتسوكاكي (باليابانية: 沓掛 勇太) (12 نوفمبر 1991 في طوكيو في اليابان – )؛ هو لاعب كرة قدم ياباني سابق كان يلعب كلاعب وسط.

## وصلات خارجية
- يوتا كاتسوكاكي على موقع رابطة كرة القدم اليابانية للمحترفين (اليابانية)
- يوتا كاتسوكاكي على موقع قاعدة بيانات كرة القدم.إي يو (الإنجليزية)
- يوتا كاتسوكاكي على موقع Soccerway.com (الإنجليزية)